# Leptogium digitatum
Leptogium digitatum är en lavart som först beskrevs av A. Massal., och fick sitt nu gällande namn av Alexander Zahlbruckner. Leptogium digitatum ingår i släktet Leptogium och familjen Collemataceae.   Inga underarter finns listade i Catalogue of Life.